# Тренер года АБА
Титул Тренер года Американской баскетбольной ассоциации — награда лучшему главному тренеру по итогам регулярного сезона АБА. Награда присуждалась ежегодно с сезона 1967/68 по сезон 1975/76, когда Американская баскетбольная ассоциация объединилась с Национальной баскетбольной ассоциации. 
Первым обладателем титула стал Винс Каззетта, который выиграл с «Питтсбург Пайперс» и регулярный сезон и плей-офф АБА. Ларри Браун является единственным трёхкратным обладателем титула. Три главных тренера, выигрывавших титул, включены в Зал славы баскетбола в качестве тренеров: Ларри Браун, Алекс Ханнум и Билл Шерман.  

## Легенда
|            | Избраны в Зал славы баскетбола                 |
| В−П        | Соотношение побед и поражений для этого сезона |
| Тренер (X) | Отмечено число титулов тренер года             |

## Победители
| Сезон      | Тренер          | Команда            | В−П   | Процент побед | Место в дивизионе | Место в АБА | Место в плей-офф                                        |
| ---------- | --------------- | ------------------ | ----- | ------------- | ----------------- | ----------- | ------------------------------------------------------- |
| 1967/68    | Винс Каззетта   | Питтсбург Пайперс  | 54-24 | .692          | 1-е               | 1-е         | Выиграл в финале АБА «Бакканирс» (4-3)                  |
| 1968/69    | Алекс Ханнум    | Окленд Окс         | 60-18 | .769          | 1-е               | 1-е         | Выиграл в финале АБА «Пэйсерс» (4-1)                    |
| 1969/70[a] | Билл Шерман     | Лос-Анджелес Старз | 43-41 | .512          | 4-е               | 6-е         | Проиграл в финале АБА «Пэйсерс» (2-4)                   |
| 1969/70[a] | Джо Белмонт     | Денвер Рокетс      | 42-14 | .750          | 1-е               | 2-е         | Проиграл в полуфинале Западного дивизиона «Старз» (1-4) |
| 1970/71    | Эл Бьянки       | Вирджиния Сквайрз  | 55-29 | .655          | 1-е               | 3-е         | Проиграл в финале Восточного дивизиона «Колонелс» (2-4) |
| 1971/72    | Том Ниссалке    | Даллас Чеперрелс   | 42-42 | .500          | 3-е               | 6-е         | Проиграл в полуфинале Западного дивизиона «Старз» (0-4) |
| 1972/73    | Ларри Браун     | Каролина Кугэрз    | 57-27 | .679          | 1-е               | 1-е         | Проиграл в финале Восточного дивизиона «Колонелс» (3-4) |
| 1973/74[a] | Бэйб Маккарти   | Кентукки Колонелс  | 53-31 | .631          | 2-е               | 2-е         | Проиграл в финале Восточного дивизиона «Нетс» (0-4)     |
| 1973/74[a] | Джо Маллэни     | Юта Старз          | 51-33 | .607          | 1-е               | 3-е         | Проиграл в финале АБА «Нетс» (1-4)                      |
| 1974/75    | Ларри Браун (2) | Денвер Наггетс     | 65-19 | .774          | 1-е               | 1-е         | Проиграл в финале Восточного дивизиона «Пэйсерс» (3-4)  |
| 1975/76    | Ларри Браун (3) | Денвер Наггетс     | 60-24 | .714          | Нет дивизионов[b] | 1-е         | Проиграл в финале АБА «Нетс» (2-4)                      |

## Комментарий
- a  Обозначен год, в котором была совместная награда
- b  Лига объединила два дивизиона в один, состоящий из 7 команд.